# Klodiana Spahiu
Klodiana Fatmir Spahiu (ur. 22 maja 1973 w Durrësie) – albańska lekarka specjalizująca się w kardiologii i fizjologii, deputowana do Zgromadzenia Albanii z ramienia Partii Socjalistycznej.

## Życiorys
W 1997 roku ukończyła studia medyczne, następnie specjalizowała się w zakresie kardiologii. Pracowała w Uniwersyteckim Centrum Medycznym im. Matki Teresy w Tiranie oraz w szpitalu w Durrësie.
Od 2009 roku pracuje jako wykładowczyni na Uniwersytecie Matki Bożej Dobrej Rady w Tiranie.
W 2015 roku otrzymała stopień doktora nauk medycznych.

### Działalność polityczna
Od 2009 roku należy do Socjalistycznej Partii Albanii. Z jej ramienia uzyskała mandat do Zgromadzenia Albanii w wyborach parlamentarnych w latach 2009, 2013 i 2017.
W latach 2013–2017 była wiceprzewodniczącą parlamentarnej Komisji ds. Społecznych i Zdrowotnych.